# The Broken Doll
The Broken Doll é um filme mudo norte-americano de 1910 em curta-metragem, do gênero faroeste, dirigido por D. W. Griffith. Produzido e distribuído por Biograph Company, foi filmado em Coystesville, Nova Jérsei e Cuddebackville, Nova Iorque. Este foi o primeiro filme que Belle Taylor escreveu para Biograph Company.